# Recettore della somatostatina 5
Il recettore della somatostatina 5 è una proteina recettoriale codificata nell'uomo dal gene SSTR5.
La somatostatina agisce in molti siti recettoriali inibendo il rilascio di ormoni e altre proteine secretorie. Gli effetti biologici sono probabilmente mediati da una famiglia di recettori accoppiati a proteine G espressi in modalità tessuto-specifiche. In particolare SSTR5 fa parte della superfamiglia dei recettori con sette domini transmembrana.